# 퀴이
퀴이(프랑스어: Cully 프랑스어 발음: [kyji] ( 듣기)[*])는 스위스 보주의 이전 지자체이다. 2006년 라보-오롱구의 일부가 될 때까지 라보구의 수도였다. 제네바 호수에 있다.
2011년 7월 1일에 퀴이, 에페스, 그랑보, 리에 및 빌레트(라보)의 시정촌은 부르앙라보의 새로운 시정촌으로 병합되었다.

## 역사
퀴이에서 인간 활동의 가장 초기 흔적은 제네바 호수가 현대의 모라텔 항구 근처에 있었던 신석기 시대부터 시작 된다. 로마 제국 시대에는 로잔에서 그랑 생베르나르 고개까지의 경로가 이 지역을 통과했다. 이때부터 일부 벽과 동전이 보존되어 발견되었다.
장소에 대한 최초의 서면 언급은 Cusliacum이라는 이름으로 967년에 발생했다. 나중에 Cusliaco (12세기), Custiacum (1154), Cullie (1226), 퀴이 (1275) 및 Culyer (1383)라는 이름이 나타났다. 이름의 유래는 명확하게 규명되지 못했다. 아마도 로마 가문 이름 Coclius에서 파생된 것으로 추정된다.
퀴이와 관련된 첫 번째 문서는 브장송의 왕에게 제출된 것이다. 그러나 퀴이는 동시에 로잔 주교에게 속한 빌레 교구(Villett) 아래에 있었기 때문에 1246년에 로잔 주교에게 반환되는 끊임없는 논쟁이 있었다. 14세기에 주민들은 매주 시장을 열고, 마을을 요새화할 수 있는 권리를 얻었다.
1536년 베른이 보주를 정복하면서 퀴이는 로잔 영지의 관리를 받게 되었다. 앙시앵 레짐의 붕괴 후, 마을은 1798년부터 1803년까지 헬베티아 공화국 동안 레만주에 속했다. 1798년 퀴이 라보는 구의 중심부에 있었기 때문에 구의 수도가 되었다. 1824년이 되어서야 퀴이는 독립적인 정치 공동체의 지위를 얻었다. 독립 시정촌 퀴이, 에페스, 리에, 그랑보 및 빌레트를 병합하는 프로젝트(라보)는 2005년 2월 27일 그랑보 주민들의 저항으로 인해 투표에 실패했다. 따라서 프로젝트는 진행되지 않았다.

## 지리
퀴이는 주의 주도인 로잔에서 직선거리로 동남동쪽으로 8km 떨어진 평균 고도 387m에 있다. 마을은 몽 드 구르즈(Mont de Gourze) 포도원 기슭에 있는 제네바 호수 곶으로 약간 돌출된 노두에 있는 라보에 있다.
퀴이의 면적은 2009년 기준으로 2.38k㎡이다. 이 면적 중 1.52km 2 (63.9%)가 농업 목적으로 사용되는 반면 0.22k㎡ (9.2%)는 산림이다. 나머지 토지 중 0.64k㎡ (26.9%)가 정착(건물 또는 도로), 0.01k㎡ (0.4%)가 강 또는 호수이다.
건축면적 중 주택과 건물이 13.9%, 교통기반시설이 10.5%를 차지했다. 공원, 녹지대, 운동장이 2.1%를 차지했다. 숲이 우거진 토지 중 전체 토지 면적의 7.1%는 숲이 우거져 있고, 2.1%는 과수원이나 작은 나무 군락으로 덮여 있다. 농경지 중 11.8%는 작물 재배에 사용되며, 16.4%는 목초지이며, 35.7%는 과수원이나 덩굴 작물에 사용된다. 시정촌의 모든 물은 흐르는 물이다.
시정촌은 2006년 8월 31일 해산될 때까지 라보 지역의 일부였으며, 퀴이는 새로운 라보-오롱구의 일부가 되었다.
시정촌은 제네바 호수의 북동쪽 해안에 있는 라보의 한 부분을 포함한다. 토지는 좁은 수변 완충 스트립과 라보의 경사면을 가로질러 해안에서 북쪽으로 뻗어 있으며, 동쪽 경계는 "Champaflon" 개울을 따라 이어진 다음 남동쪽으로 조라 고원까지 이어진다. 북동쪽에서 이 지역은 925m에서 퀴이의 가장 높은 지점인 몽 드 구르즈까지 확장된다. 퀴이 지역에는 제네바 호수에서 북쪽으로 3km 떨어진 라인강과 론강 사이의 분수령이 있다. 시정촌의 최북단은 라인강으로 이어지는 브루아강이다.
퀴이에는 마을 위의 포도밭 능선에 있는 고도 530m의 작은 마을 쉐노(Chenaux)와 고원의 여러 개별 농장이 있다. 퀴이에 의해 둘러싸여 있는 그랑보, Forel, 리에 및 에페스이다.

## 인구통계

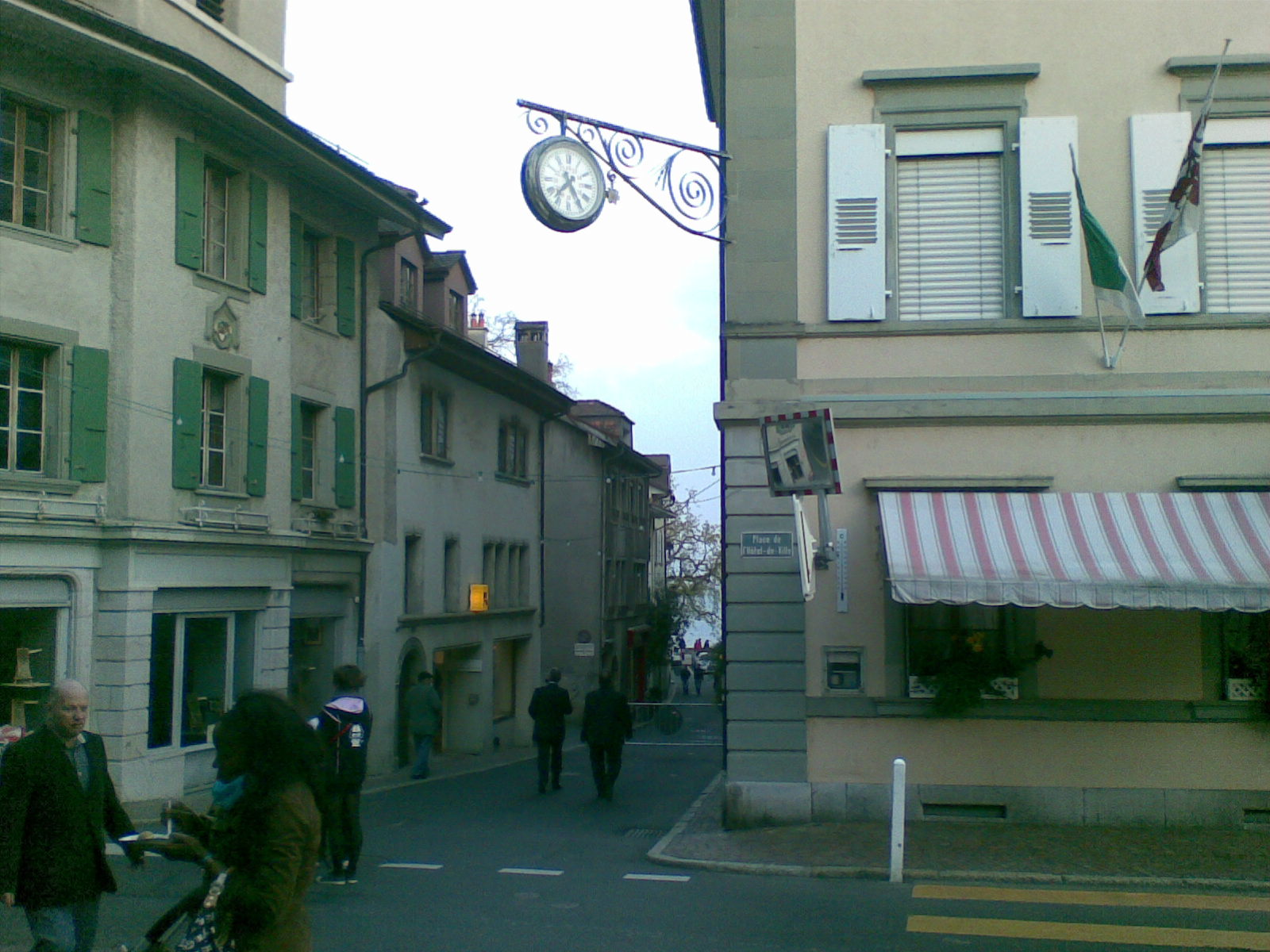
퀴이의 건축물

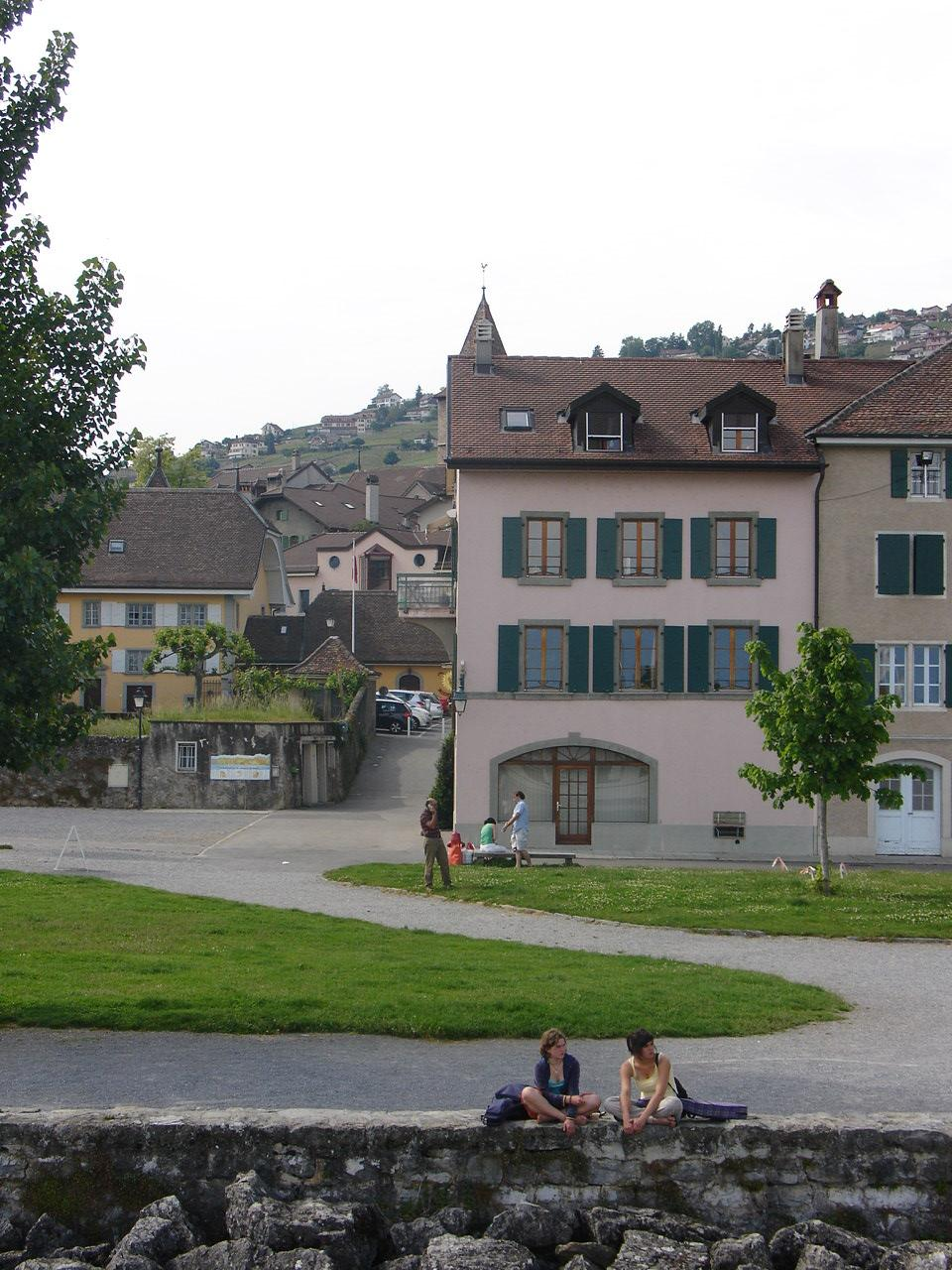
퀴이의 제네바호 호숫가

2009년 기준, 퀴이의 인구는 1,752명이다. 2008년 기준으로 인구의 22.0%가 거주 외국인이다. 1999년부터 2009년까지 지난 10년 동안 인구는 -1.6%의 비율로 변화했다. 이주로 인해 0.7%의 비율로, 출생과 사망으로 인해 -2%의 비율로 변경되었다.
2000년 기준, 인구 대부분인 1,510명(84.0%)이 프랑스어를 사용하며, 독일어가 99명(5.5%)으로 2위이고, 포르투갈어가 77명(4.3%)으로 3위이다. 이탈리아어를 할 줄 아는 사람이 32명 있다.
지자체의 인구 중 414명(23.0%)가 퀴이에서 태어나 2000년에 그곳에서 살았다. 같은 주에서 태어난 612명(34.0%)가 있었고, 289명(16.1%)가 스위스 다른 곳에서 태어났고, 417명(23.2%)는 스위스 밖에서 태어났다.
2008년에는 스위스 시민이 9명, 비스위스계 시민이 6명이었고, 같은 기간에 스위스 시민이 22명, 비스위스계 시민이 2명이었다. 이민과 이주를 무시하면 스위스 시민의 인구는 13명 감소한 반면 외국인 인구는 4명 증가했다. 스위스로 다시 이주한 스위스 남성 7명과 여성 1명이었다. 동시에 다른 나라에서 스위스로 이주한 20명의 비스위스 남성과 11명의 비스위스계 여성이 있었다. 2008년 전체 스위스 인구 변화(시 경계를 넘어 이동을 포함한 모든 출처에서)는 9명이 증가했고, 비스위스계 인구는 12명이 증가했다. 이는 1.2%의 인구 증가율을 나타낸다.
2009년 현재 퀴이의 연령 분포는 다음과 같다. 166명 또는 인구의 9.5%가 0세에서 9세 사이이고, 183명 또는 10.5%가 10세에서 19세 사이이다. 성인 인구 중 167명 또는 인구의 9.5%가 20세에서 29세 사이이다. 227명(13.0%)은 30~39세, 264명(15.1%)은 40~49세, 258명(14.7%)은 50~59세이다. 고령자 분포는 234명(인구의 13.4%)이 60세 이상이다. 69세는 70~79세가 142명(8.1%), 80~89세가 93명(5.3%), 90세 이상이 17명(1.0%)이다.
2000년 기준으로 시정촌에 미혼이거나, 독신인 사람은 672명이다. 기혼자는 888명, 미망인은 122명, 이혼한 사람은 116명이었다.
2000년 기준으로 거실당 평균 거주자 수는 0.57명으로 주 평균 0.61명과 거의 같다. 이 경우 방은 일반 침실, 식당, 거실, 주방 및 거주 가능한 지하실 및 다락방으로서 4㎡ 이상의 주택 단위의 공간으로 정의된다. 전체 가구의 약 35.2%가 소유주, 즉 집세를 내지 않고 있었다. (모기지 또는 전세자금대출이 있을 수 있음)
2000년 기준으로 시정촌의 개인 가구는 803세대로 가구당 평균 2.2명이다. 1인 가구는 292가구, 5인 이상 가구는 34가구였다. 총 821가구 중 1인 가구가 35.6%로 부모와 동거하는 성인 6가구였다. 나머지 가구 중 자녀가 없는 기혼 부부는 232가구, 자녀가 있는 기혼 부부는 216가구, 자녀가 있는 편부모는 45가구였다. 12가구는 혈연관계가 없는 사람들로, 18가구는 일종의 기관이나 집단주택으로 구성되어 있었다.
2000년에는 총 402개 주거동 중 178호(전체의 44.3%)가 단독주택이었다. 다가구는 126채(31.3%), 주거용은 79채(19.7%), 기타 용도(상업, 공업)는 19채(4.7%)였다. 단독주택 중 47채는 1919년 이전에 지어졌고, 10채는 1990년과 2000년 사이에 지어졌다. 다가구 주택(55채)이 1919년 이전에 지어졌고, 그 다음으로 많은 주택(21채)이 1961년과 1970년 사이에 지어졌다. 1996년에서 2000년 사이에 지어진 다가구 주택이 4가구가 있었다.
2000년에는 시정촌에 956개의 아파트가 있었다. 가장 흔한 아파트 규모는 3실 254실이었다. 1인실 아파트가 83실, 5실 이상 아파트가 232실이었다. 이 중 상시 입주 아파트는 총 783세대(전체의 81.9%), 성수기 분양 아파트는 125세대(13.1%), 공실은 48세대(5.0%)였다. 2009년 기준 신규주택 건설률은 인구 1,000명당 0세대였다. 2010년 시정촌 공실률은 0.1%였다.
역사적 인구는 다음 차트에 나와 있다.

## 정치
2007년 연방 선거에서 가장 인기 있는 정당은 20.24%의 득표율을 기록한 SP였다. 다음으로 가장 인기 있는 3개 정당은 FDP (17.51%), 녹색당 (14.86%), SVP (13.83%)였다. 연방 선거는 총 601표를 득표했고, 투표율은 53.1%였다.

## 경제

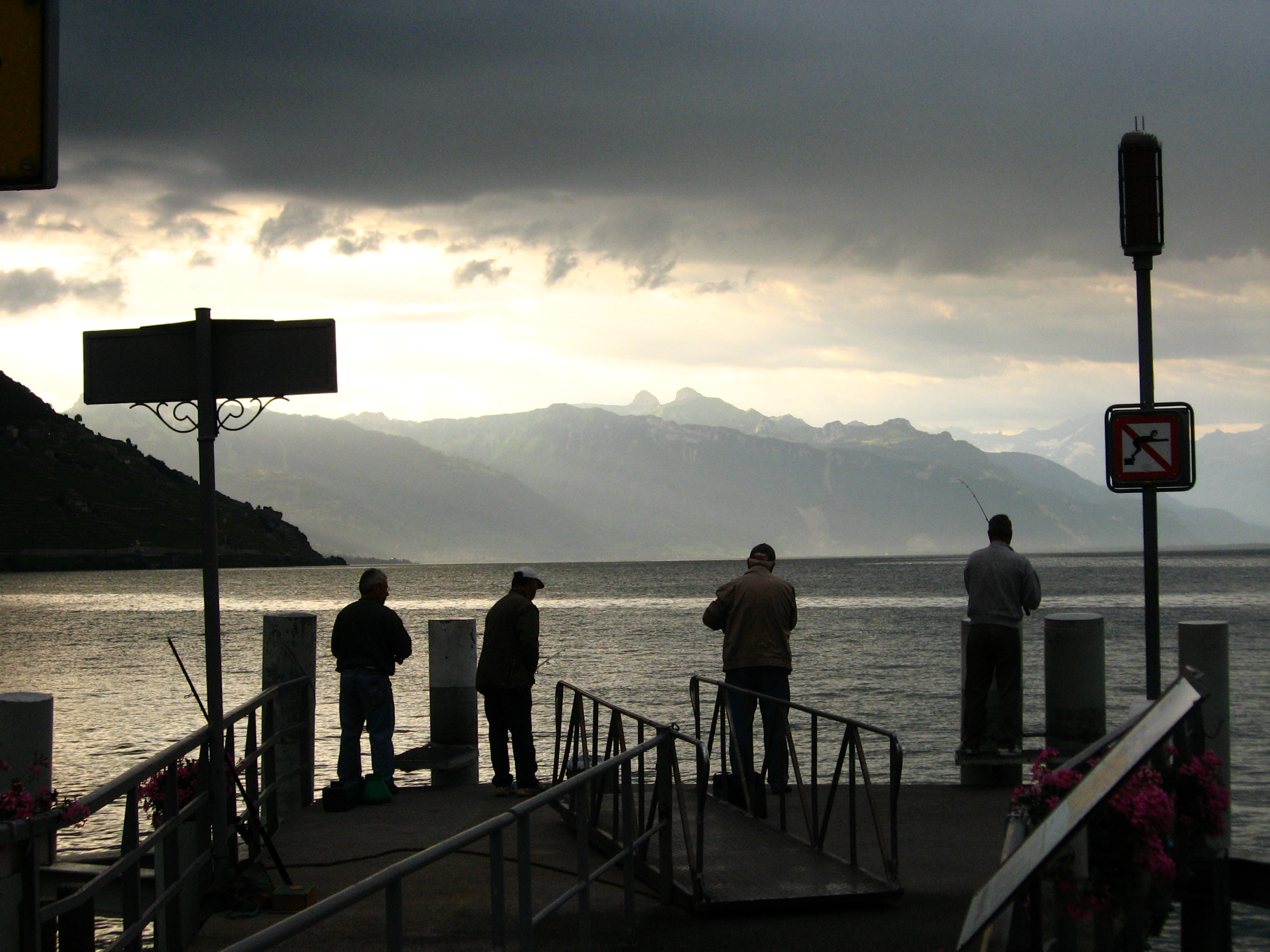
퀴이의 어선 부두

퀴이는 20세기 초까지 주로 농업 마을이었다. 오늘날에도 라보 슬로프의 포도밭은 약 90헥타르를 차지하며, 고원의 농업과 가축은 인구의 고용 구조에서 중요한 요소이다. 현재 노동력의 22%가 농업에, 6%가 2차 산업에 고용되어 있으며, 서비스 부문이 72%를 차지한다.

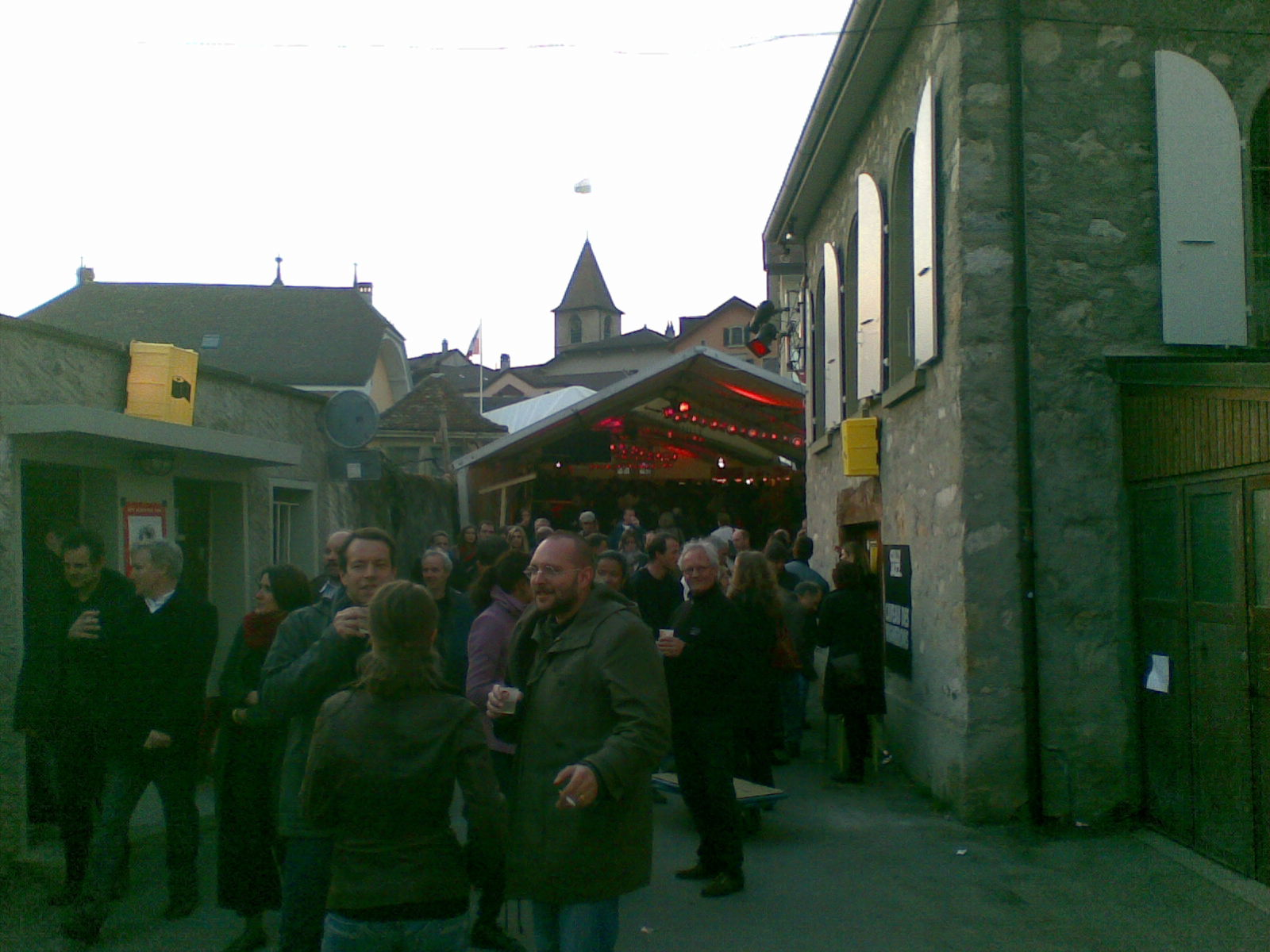
퀴이 재즈 페스티벌

마을 서쪽 지역은 건설 산업 및 정보 기술 기업이 성장한 소규모 상업 및 산업 지역인 최근 수십년 동안 발전해 왔다. 퀴이의 무역은 편의용품과 관광을 중심으로 하고, 있으며, 많은 와인 가게가 있다. 마을의 동쪽에는 작은 레저 항구와 캠프장이 있다. 매년 퀴이 재즈 페스티벌이 개최된다. 좋은 교통망과 매력적인 위치 덕분에 이 마을은 최근 수십년 동안 주거 지역으로 발전했다. 그러나 많은 근로자는 주로 로잔과 브베 - 몽트뢰 지역에서 일하는 통근자이다.
2010년 현재 퀴이의 실업률은 3.5%이다. 2008년 기준으로 1차 경제 부문에 91명이 고용되어 있고, 이 부문에 약 26개 기업이 참여하고 있다. 63명이 2차 부문에 고용되었고, 이 부문에 19개의 기업이 있었다. 624명이 3차 부문에 고용되었으며, 이 부문에는 75개의 기업이 있다. 시정촌 주민은 932명으로 일정 정도 고용되었으며, 그중 여성이 전체 노동력의 42.5%를 차지했다.
2008년에 정규직에 상응하는 총 일자리 수는 608개였다. 1차 부문의 일자리 수는 63개였으며, 그중 61개는 농업, 1개는 임업 또는 목재 생산, 1개는 어업 또는 어업이었다. 2차 부문의 일자리 수는 58개였으며, 그중 22개(37.9%)는 제조, 32개(55.2%)는 건설에 종사했다. 3차 부문의 일자리 수는 487개였다. 59개(12.1%)는 자동차 판매 또는 수리, 3개(0.6%)는 물품의 이동 및 보관, 80개(16.4%)는 호텔 또는 레스토랑, 2개(0.4%)는 정보 산업에 종사했다. 3.3%는 보험 또는 금융 산업, 21개(4.3%)는 기술 전문가 또는 과학자, 37개(7.6%)는 교육, 201개(41.3%)는 의료 분야였다.
2000년 기준으로 시정촌으로 출퇴근하는 근로자는 471명, 출퇴근 근로자는 610명이었다. 지자체는 근로자의 순수출 지자체로, 들어오는 1명당 약 1.3명의 근로자가 지자체를 떠나고 있다. 근로인구 중 15.8%가 출퇴근용 대중교통을, 57.4%가 자가용을 이용하였다.

## 국가중요문화재

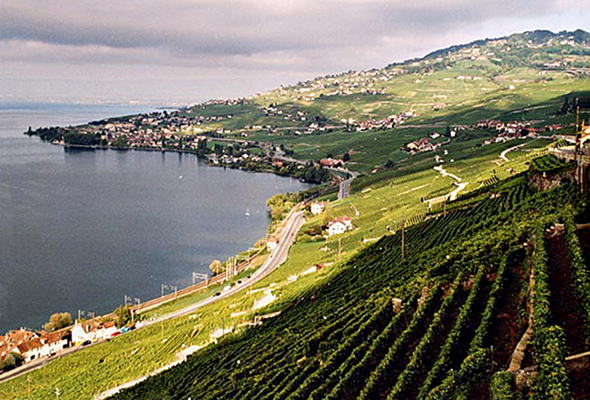
퀴이와 주변 포도밭

퀴이는 유네스코 세계 문화 유산인 라보 포도원 테라스의 일부를 포함하며, 국가적으로 중요한 스위스 유산 목록의 일부이기도 하다. 퀴이의 전체 마을은 스위스 유산 목록의 일부이다.

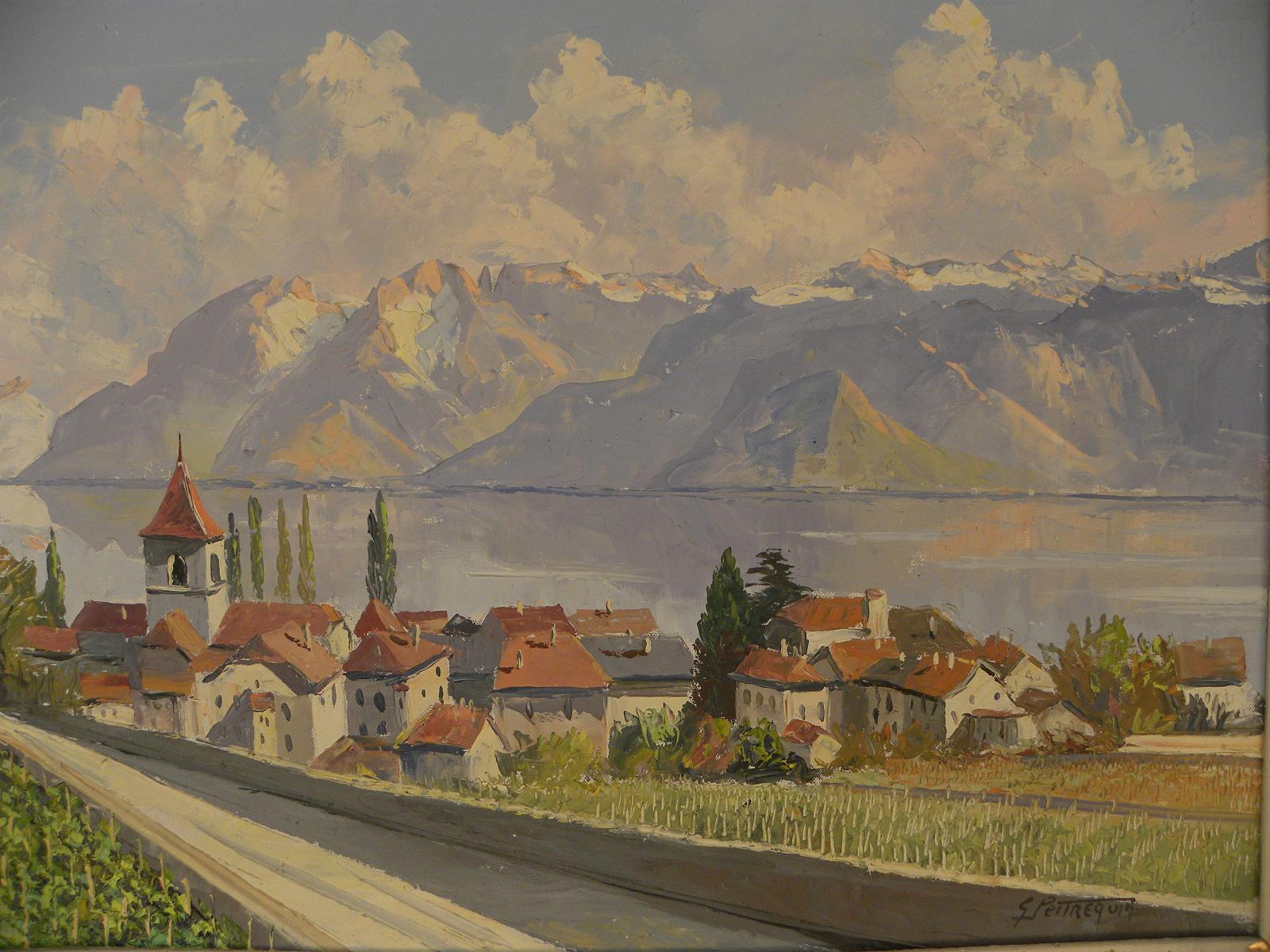
20세기 중반의 퀴이, G-R. Peitrequin

퀴이에는 16세기에서 19세기에 지어진 좁은 거리와 그림 같은 포도주 양조장의 집이 있는 역사적인 중심지가 있다. 이전 성벽 중 더 이상 남아 있지 않은 세 개의 이전 성문은 철거되었다.
Saint-Étienne의 고딕 양식의 교회는 중세 교회 자리에 1865-66년에 지어졌다. 1641년에 지어진 Maison Jaune은 시청이며, Bâtiment de 빌레트(16세기로 거슬러 올라감)은 등재된 건물이다. 다른 중요한 건물로는 Bâtiment Vallon(1673)과 Hôtel du Raisin이 있다. 이 건물은 1574년에 지어졌으며, 1630년에 리모델링되었으며, 이전에는 시청으로 사용되었다. 분수와 동상도 있다. 호숫가 산책로와 항구 시설은 인기 있는 레크리에이션과 보행자 구역이다. 몽 드 구르즈의 925m 높이에서 구르즈 타워(Tower of Gourze)의 전망대에서 제네바 호수 지역, 알프스 산맥과 쥐라산맥의 아름다운 파노라마가 제공된다.

## 종교
2000년 인구 조사에서 822명(45.7%)이 스위스 개혁 교회에 속했고, 543명(30.2%)이 로마 가톨릭 신자였다. 나머지 인구 중 정교회 교인은 51명(인구의 약 2.84%), 크리스찬 가톨릭 교회 교인은 3명(인구의 약 0.17%), 다른 기독교 교회에 속한 개인 24명(1.33%). 유대인이 2명(약 0.11%)이 있었고, 이슬람교가 16명(약 0.89%), 힌두교가 1명, 그리고 다른 교회에 속한 7인이 있었다. 266명(인구의 약 14.79%)이 교회에 속하지 않았고, 불가지론자 또는 무신론자였으며, 73명(인구의 약 4.06%)이 질문에 대답하지 않았다.

## 교육
퀴이에서는 인구의 약 597명(33.2%)이 비필수 고등 교육을 이수했으며, 366명(20.4%)이 추가 고등 교육(대학교 또는 응용학문대학)을 마쳤다. 고등 교육을 이수한 366명 중 52.7%가 스위스 남성, 29.2%가 스위스 여성, 10.4%가 비스위스계 남성, 7.7%가 비스위스계 여성이었다.
2009/2010 학년도에 퀴이 학군에는 총 171명의 학생이 있었다. 보주 주립학교 시스템에서는 정치 구역에서 2년간의 의무가 아닌 유아원을 제공한다. 학년도 동안 정치 지역은 총 665명의 어린이에게 유치원 보육을 제공했으며, 그 중 232명의 어린이(34.9%)가 보조금을 받는 유치원 보육을 받았다. 주의 초등학교 프로그램은 학생들이 4년 동안 출석해야 한다. 시립 초등학교 프로그램에는 85명의 학생이 있었다. 중학교 의무 프로그램은 6년 동안 지속되며, 해당 학교의 학생은 83명이었다. 홈스쿨링을 하거나 다른 학교에 다니는 학생도 3명 있었다.
2000년 현재 퀴이에는 다른 지자체에서 온 139명의 학생이 있었고, 136명의 거주자는 지자체 외부 학교에 다녔다.

## 교통

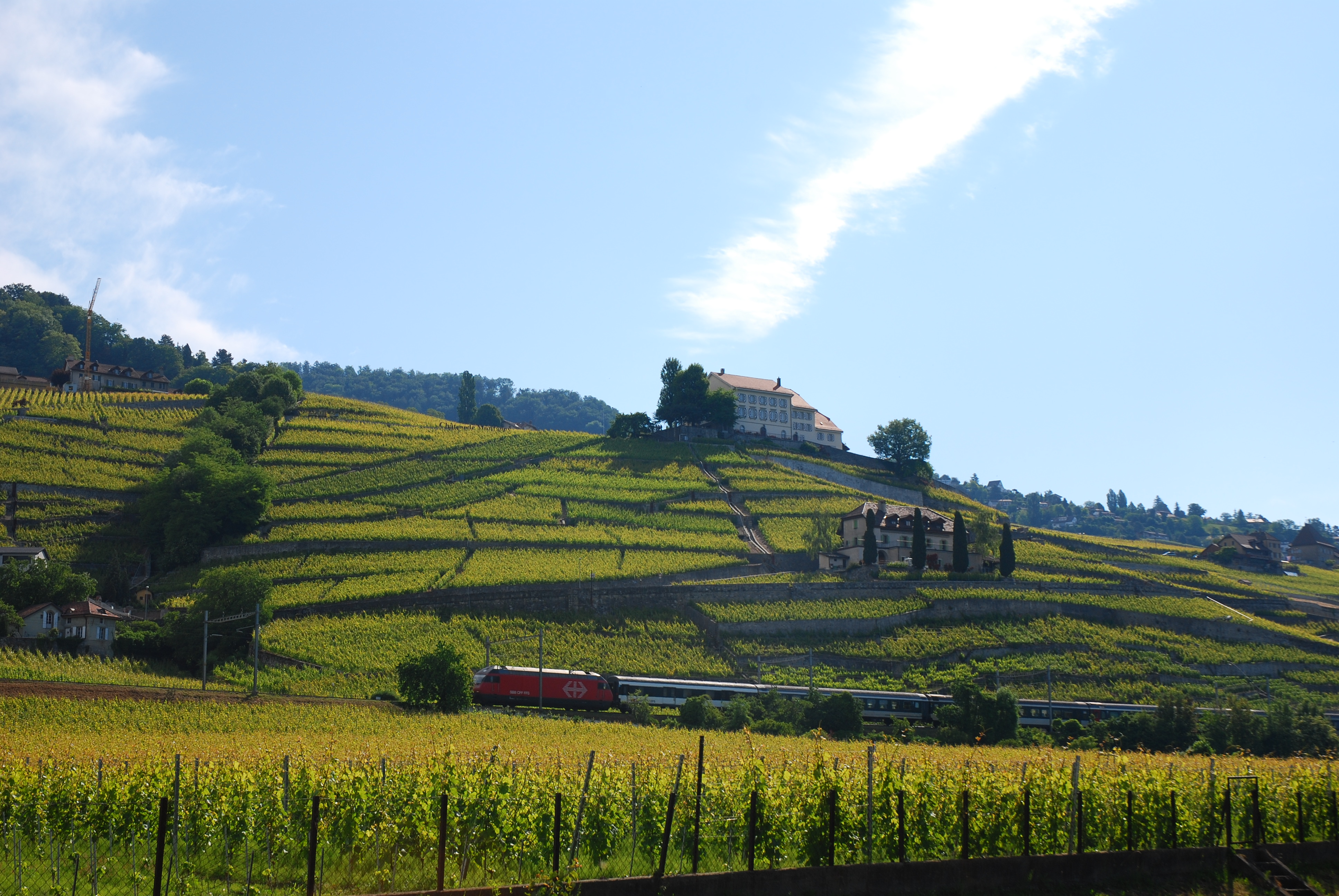
퀴이에서 뤼트리역 방향으로

커뮤니티가 잘 발달되어 있다. 제네바 호수를 따라 브베까지 가는 로잔으로 가는 주요 도로에 있다 (로컬 우회로 포함). 1974년에 건설된 가장 가까운 고속도로 연결은 벨몽(서쪽)과 셰브르 (동쪽)를 가로지르는 A9 고속도로(로잔-시옹)이며, 퀴이에서 각각 약 6km 떨어져 있다.
1861년 4월 2일 로잔에서 발레주까지 철도 노선의 로잔-빌뇌브 구간에 있는 퀴이역이 건설되었다. 이 역은 현재 RER 보 통근 열차 네트워크의 일부이다. 퀴이는 또한 퀴이에서 셰브르를 거쳐 퓌두-셰브르역까지 가는 버스 서비스를 제공한다. 또한 퀴이는 제네바 호수에서 보트로 연결된다.

## 대중문화
장기 TV 드라마 미드소머 머더스에서 수석 경위 탐 바나비의 가상 딸의 이름은 퀴이이다. 그녀는 부모님의 신혼여행 때 퀴이에서 잉태되었다.